# Hovertank 3D
Hovertank 3D (spesso chiamato anche Hovertank One) è un videogioco di tipo simulativo e d'azione creato da id Software per personal computer con sistema operativo MS-DOS, e pubblicato da Softdisk, nell'aprile del 1991.

## Trama
Hovertank 3D è ambientato durante una guerra nucleare. Il giocatore è Brick Sledge, un mercenario assoldato da un'organizzazione sconosciuta (i cartelli nel gioco la chiamano UFA) per salvare persone dalle città a rischio di attacco, ma le città sono anche piene di mutanti, guardie armate, e hovertank nemici (carri armati fluttuanti).

## Sviluppo
Le principali menti dietro il gioco furono John Carmack, autore della prima versione del Wolfenstein 3D engine e programmatore insieme a John Romero; Tom Hall fu invece game director e si occupò della struttura del gameplay, mentre Adrian Carmack ricoprì il ruolo di disegnatore.
Il gioco venne strutturato per sfruttare una versione preliminare del Wolfenstein 3D engine, che utilizzava il sistema di ray casting per generare il mondo di gioco in 2.5D, rendendo la grafica simile al 3D reale, ma allo stesso tempo con una buona velocità; l'algoritmo utilizzato, infatti, disegna le ambientazioni che il giocatore vede in un determinato momento di volta in volta, anziché processare l'intero livello.

## Eredità
Nonostante non sia stato il primo videogioco di simulazione con una visuale in prima persona, rispetto a Elite del 1984, Hovertank 3D ha comunque rappresentato un punto di svolta grazie al suo motore grafico 2.5D, ed è dunque stato anche un importante benchmark per John Carmack, grazie al quale avrebbe realizzato in futuro il W3D engine, Doom Engine e il rivoluzionario Quake engine, e per la storia dei videogiochi in generale.